# Dillman Bullock

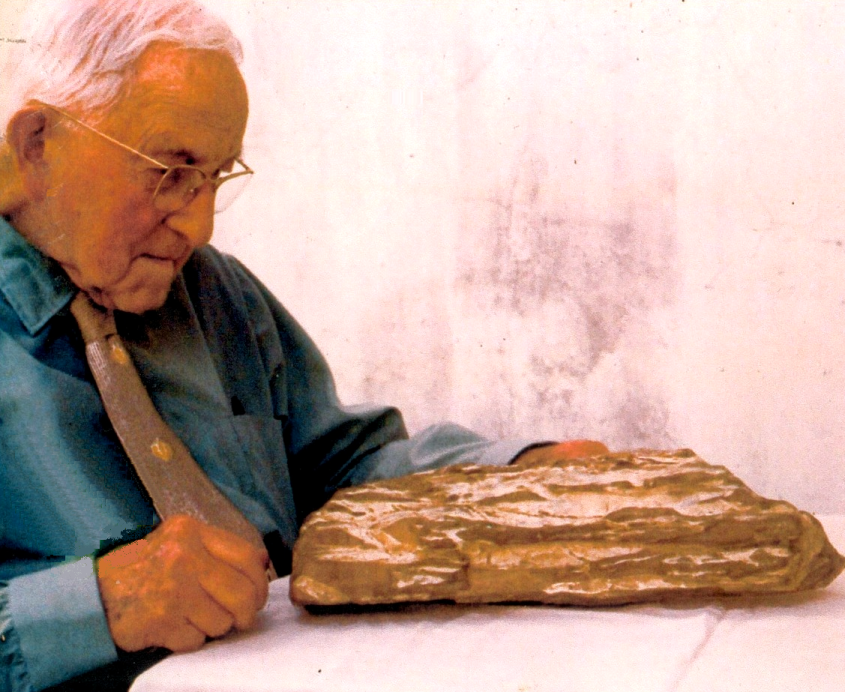
Dillman Bullock, examinando un bloque de madera petrificada con sonido metálico, en su museo.

Dillman Samuel Bullock (Elba, Míchigan, Estados Unidos, 25 de noviembre de 1878 - Angol Chile, 5 de abril de 1971) fue un misionero metodista y un agrónomo norteamericano avecindado en Chile que destacó como naturalista y coleccionista de especies.
Fundador del Museo que lleva su nombre ubicado en el fundo "El Vergel", dio más de la mitad de su vida de trabajo de investigación científica en la zona sur de ese país, destacando entre otras sus investigaciones arqueológicas, la teoría inconclusa de la Cultura Kofkeche y el descubrimiento de especies naturales de la zona de la cordillera de Nahuelbuta.
Casado con la norteamericana Kathrina Jane Kelly, no tuvo descendencia.

## Historia
Se graduó de la Universidad Estatal de Míchigan en 1902 y posteriormente obtuvo los grados de Máster en Agricultura, Máster en Ciencias por la Universidad de Wisconsin y Doctor en Ciencias honoris causa por la Universidad del Pacífico (Stocktona, California).
Trabajó para la Sociedad de Misiones para América del Sur desde 1902 a 1912 y fue Comisionado del Departamento de Agricultura en la Embajada de Estados Unidos en Argentina entre 1921 y 1922. 
Misionero metodista.  Fue iniciado en la Masonería en la Logia de Hadley, Míchigan, USA, el 30 de julio de 1909. En Chile, se afilió a la Logia «Patria Chilena» de Angol en 1931, donde ocupó su presidencia y otros cargos en diferentes períodos.
Aportó al desarrollo de la investigación y conocimiento científicos en el sur del país, al mejoramiento genético de especies ganaderas, descubridor de especies naturales como el Sapito de Bullock (Telmatobufo bullocki) autor de la Teoría de la Cultura Kofkeche (inconclusa por su fallecimiento) y de varias publicaciones científicas arqueológicas y naturalistas. En 1961 fundó un museo que lleva su nombre en El Vergel, Angol, además de crear el Centro de Estudios Científicos de la ciudad de Angol. Asimismo, en su labor como misionero de la Iglesia metodista de Chile, contribuyó en la apertura de la Escuela Agrícola El Vergel, ubicada en el fundo homónimo de la misma ciudad, un establecimiento de orientación religiosa metodista que fue creado con el propósito de profesionalizar la labor de los campesinos de la actual provincia de Malleco.
En 1947 fue condecorado con la Orden al Mérito «Bernardo O'Higgins» en el grado de Caballero, la más alta distinción del Gobierno de Chile a un extranjero, por sus servicios al país, y en 1951 recibió la distinción Medalla de Oro concedida por la Municipalidad de Angol.
Vivió más de 60 años en Chile, su trabajó trascendió a universidades chilenas y del extranjero, destacándose el intercambio con museos de los Estados Unidos.
En su testamento, extendido en 1968, legó sus colecciones científicas y todo el contenido del museo que lleva su nombre a la Iglesia Metodista o a falta de ella a la Dirección de Bibliotecas, Archivos y Museos de Chile, pero con la condición de que nunca salieran de la ciudad de Angol.
Sus restos se encuentran sepultados en el Cementerio Municipal de Angol y, en reconocimiento a su trayectoria, una avenida, una población y una biblioteca de esa ciudad llevan su nombre.